# Edgar H. Sturtevant
Edgar Howard Sturtevant (7 de marzo de 1875 – 1 de julio de 1952) fue un lingüista estadounidense especializado en las lenguas anatolias.

## Biografía
Sturtevant nació en Jacksonville (Illinois), hermano mayor de Alfred Sturtevant y nieto del pedagogo Julian Monson Sturtevant. Estudió en el Illinois College, de la que se abuelo era presidente, y obtuvo un A.B. de la Indiana University, y luego en la Universidad de Chicago, en la que obtuvo en 1901 un Ph.D. con una tesis sobre los casos del latín. Se hizo profesor asistente de filología clásica de la Universidad de Columbia antes de pasar a la facultad de letras de la Universidad de Yale en 1923. En 1924 fue miembro del comité fundador de la Sociedad Lingüística de Estados Unidos, con Leonard Bloomfield y George M. Bolling.
Además de las investigaciones sobre las lenguas de los pueblos indígenas de América y el trabajo de campo sobre los dialectos del inglés moderno americano, es el padre de la hipótesis indo-hitita, formulada por primera vez en 1926, basada en su trabajo seminal que establece el carácter indoeuropeo de la lengua hitita (y las lenguas anatolias relacionadas), con el hitita mostrando más rasgos arcaicos que las formas normalmente reconstruidas para la lengua protoindoeuropeo.
Fue el autor de la primera gramática hitita científicamente aceptable con una crestomatía y un glosario. Formuló la llamada ley de Sturtevant (la duplicación de las consonantes que representan las oclusiones sordas protoindoeuropeas) y sentó las bases de lo que más tarde se convirtió en la ley de Goetze-Wittmann (la espiritización de las oclusiones palatales antes de la u como origen de la isoglosa centum-satem). La edición revisada de 1951 de su gramática (en coautoría con E. Adelaide Hahn) sigue siendo útil hoy en día, aunque fue sustituida en 2008 por la A Grammar of the Hittite Language de Hoffner y Melchert.
Sturtevant murió en Branford, Connecticut. Su hijo, Julian M. Sturtevant, fue químico y biofísico molecular en la Universidad de Yale.